# 艾莉森·安南
艾莉森·安南（英語：Alyson Annan，1973年6月12日—），澳大利亚女子曲棍球运动员。她曾代表澳大利亚国家队参加1992年、1996年和2000年夏季奥林匹克运动会曲棍球比赛，获得二枚金牌。